# Phereoeca uterella
Phereoeca uterella là một loài bướm đêm thuộc họ Tineidae. Nó thường được gọi là giun túi thạch cao (plaster bagworm) nhưng vì thuật ngữ "giun túi" nói đúng hơn là bướm đêm của một họ khác (Psychidae), nó thường được gọi là household casebearer – có thể lần lượt nói đến Phereoeca allutella. Nó được tìm thấy ở vùng khí hậu ấm áp và ẩm ướt trên khắp châu Mỹ mặc dù phạm vi chính xác rất khó lập bản đồ vì nó dễ bị nhầm lẫn với các loại tineid mang trường hợp khác.
Con cái trưởng thành có sải cánh lên tới 13   mm. Nhrđầu có màu xám với những đốm đen riêng biệt và những cái đuôi đơn giản được tua bằng những sợi lông dài màu xám. Con đực nhỏ hơn (sải cánh lên tới 9   mm) và mảnh mai hơn với các dấu hiệu ít khác biệt hơn. Phần miệng giảm cho thấy loài này không ăn khi trưởng thành. Con cái đẻ tới 200 quả trứng nhỏ màu xanh nhạt ở những nơi có mái che. 

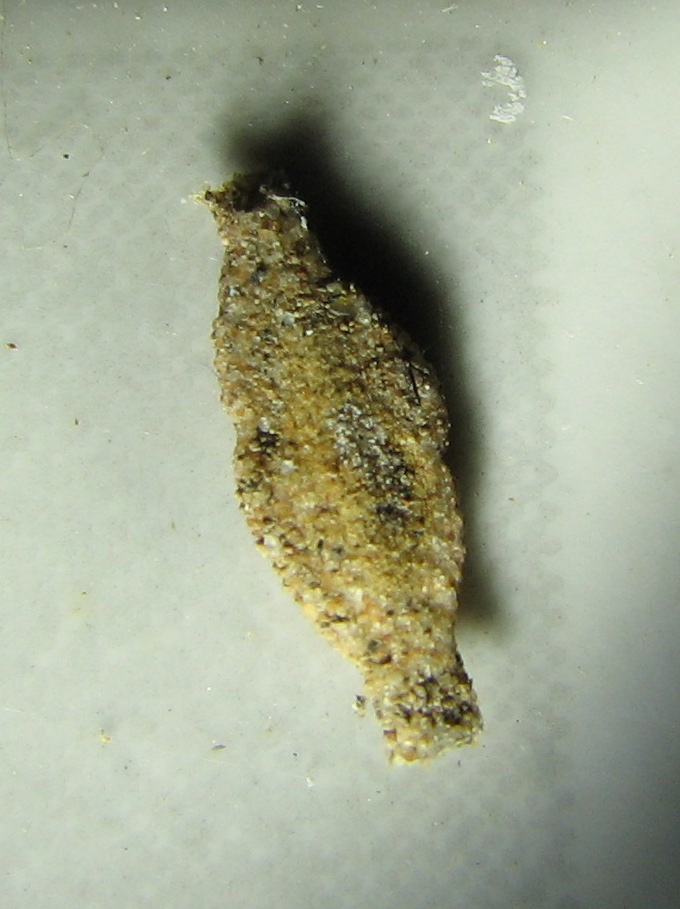
Trường hợp ấu trùng của Ph bdeca tử cung

Ấu trùng xây dựng một trường hợp bảo vệ từ tơ tằm và ngụy trang nó bằng các vật liệu khác như đất, cát và phân côn trùng. Khi ấu trùng phát triển đầy đủ, trường hợp này lên đến 14   dài mm (gấp đôi chiều dài của con vật) và dày đáng chú ý ở giữa để nó khá giống với hạt bí ngô. Hình dạng này cho phép con vật quay lại bên trong thùng máy (vỏ máy có các lỗ ở cả hai đầu, cả hai đều được sử dụng bởi đầu của con vật). Nhộng xảy ra trong trường hợp.
Nguồn thức ăn chính của loài này dường như là tơ tằm, đặc biệt là mạng nhện, nhưng cũng là tơ được sản xuất bởi các loài động vật chân đốt khác bao gồm cả các trường hợp bị loại bỏ từ cùng một loài. Ấu trùng cũng ăn vẩy lông và rụng tóc người. Len (nhưng không phải là bông) cũng là một loại thực phẩm được ưa chuộng và loài này có thể là một loại dịch hại trong gia đình.
Cho dù bướm đêm được tìm thấy ở Sri Lanka và được mô tả là Tinea pachyspila là một thành viên của loài này hay một loài bướm đêm mang trường hợp gia đình (P. allutella) không được giải quyết một cách dứt khoát.